# Lista de Estados por área territorial
Esta é uma lista de Estados ordenados por área territorial. A lista inclui os Estados soberanos que são membros das Nações Unidas e exclui subdivisões nacionais e territórios sem reconhecimento internacional. A área total mostrada inclui extensões de água internas (mares interiores, lagos, rios, etc.), mas águas marítimas, territoriais e zonas econômicas exclusivas não estão incluídas, nem as pretensões de vários países sobre a Antárctica.

## Mais de1 000 000km²
| Ordem | País                           | Área (km²)                               | Observações |
| ----- | ------------------------------ | ---------------------------------------- | --- |
| 1     | Rússia                         | 17 098 246                               | Não inclui a península da Crimeia. Antes da sua dissolução (1991), a União Soviética tinha uma área de 22 402 200 km². |
| 2     | Canadá                         | 9 984 670                                | É o maior país em extensão territorial do continente americano. |
| 3     | China                          | 9 596 961                                | Sem as regiões administrativas especiais de Hong Kong e Macau. 9 640 821 km² com os territórios administrados pela República Popular e disputados com a Índia (Aksai Chin e Trans-Karakoram Tract). A China, com as 22 províncias, as cinco regiões autônomas, as quatro cidades administrativas e os territórios de Aksai-Chin e Caracóram (controlados pela China) forma um área total de 9 669 512 km². Excluindo as áreas de Macau e Hong Kong. É o maior país situado inteiramente no continente asiático. |
| 4     | Estados Unidos                 | 7 824 535, com Alasca e Havaí, 9 371 174 | Inclui apenas os 50 estados, entre os quais, Alasca e Havaí e o distrito federal de Washington, D.C.. A área total dos Estados Unidos é dada como 9826675 km² pelo CIA World Factbook que inclui ainda as águas territoriais e costeiras. Já segundo a Encyclopædia Britannica, a área seria de 9522055 km² que inclui águas territoriais dos Grandes Lagos. |
| 5     | Brasil                         | 8 510 417                                | Mais especificamente, segundo o IBGE (2021), a área total é de 8 510 417,771 km². É o país mais extenso do Hemisfério Sul e o maior território contínuo das Américas, além de ser o país lusófono mais extenso, equivalendo a aproximadamente 96 vezes a área de Portugal. |
| 6     | Austrália                      | 7 692 024                                | Baseado nos dados GEODATA Coast 100K 2004. |
| 7     | Índia                          | 3 287 590                                | Inclui territórios não indianos disputados (Aksai Chin, Trans-Karakoram Tract, Azad Kashmir, Arunachal Pradesh e os Territórios do Norte). Inclui todos os territórios administrados pela Índia. Número do Census India. Inclui todos os territórios em disputa. A Índia está dividida em 28 estados (que por sua vez estão divididos em distritos), seis territórios da União, o Território da Capital Nacional e as geleiras de Siachen, formando uma área total de 3 285 674 km².                            |
| 8     | Argentina                      | 2 780 400                                | Não inclui as pretensões argentinas sobre as Malvinas (11 410 km²), Geórgia do Sul (3 560 km²), Sandwich do Sul (307 km²), Ilhas Órcades do Sul (759 km²) e a parte continental da Antártica Argentina (969 464 km²). |
| 9     | Cazaquistão                    | 2 724 900                                | Maior país sem costa marítima. Tem saída para o mar Cáspio, sem ligação para outros mares. |
| 10    | Argélia                        | 2 381 741                                | Após o desmembramento do Sudão do Sul do Sudão a Argélia se tornou o maior país em extensão territorial do continente africano. |
| 11    | República Democrática do Congo | 2 344 858                                | |
| -     | Gronelândia                    | 2 166 086                                | Região autónoma da Dinamarca. |
| 12    | Arábia Saudita                 | 2 149 690                                | |
| 13    | México                         | 1 964 375                                | |
| 14    | Indonésia                      | 1 904 569                                | |
| 15    | Sudão                          | 1 886 068                                | |
| 16    | Líbia                          | 1 759 540                                | |
| 17    | Irão                           | 1 628 750                                | |
| 18    | Mongólia                       | 1 564 116                                | |
| 19    | Peru                           | 1 285 216                                | |
| 20    | Chade                          | 1 284 000                                | |
| 21    | Níger                          | 1 267 000                                | |
| 22    | Angola                         | 1 247 000                                | |
| 23    | Mali                           | 1 240 192                                | |
| 24    | África do Sul                  | 1 221 037                                | Inclui as Ilhas do Príncipe Eduardo. |
| 25    | Colômbia                       | 1 138 914                                | Número oficial: 1 141 748 km², que inclui três distritos especiais e as ilhas de San Andrés e Providencia, disputadas com a Nicarágua. |
| 26    | Etiópia                        | 1 104 300                                | |
| 27    | Bolívia                        | 1 098 581                                | |
| 28    | Mauritânia                     | 1 025 520                                | |
| 29    | Egito                          | 1 001 049                                | Inclui o Triângulo de Hala'ib, disputado com o Sudão. |

## De500 000km² a1 000 000km²
| Ordem | País                      | Área (km²) | Observações |
| ----- | ------------------------- | ---------- | --- |
| 30    | Tanzânia                  | 945 087    | Inclui as ilhas de Mafia, Pemba e Zanzibar. |
| 31    | Nigéria                   | 923 768    | |
| 32    | Venezuela                 | 912 050    | Não inclui a parte do território reclamado da Guiana. |
| 33    | Paquistão                 | 881 913    | Inclui territórios sob administração paquistanesa (Azad Kashmir e Territórios do Norte). |
| 34    | Namíbia                   | 824 116    | |
| 35    | Moçambique                | 801 590    | |
| 36    | Turquia                   | 783 562    | |
| 37    | Chile                     | 756 945    | Inclui a Ilha de Páscoa e a Ilha Sala y Gómez. |
| 38    | Zâmbia                    | 752 612    | |
| 39    | Myanmar                   | 676 578    | |
| 40    | Afeganistão               | 652 090    | |
| 41    | Sudão do Sul              | 644 329    | |
| 42    | Somália                   | 637 657    | |
| 43    | República Centro-Africana | 622 984    | |
| 44    | Madagáscar                | 587 041    | |
| 45    | Botswana                  | 581 730    | |
| 46    | Quênia                    | 580 367    | |
| 47    | Ucrânia                   | 576 604    | Excluindo a península da Crimeia. É o maior país situado inteiramente no continente europeu. |
| 48    | França                    | 551 500    | Inclui a França Metropolitana. Se fossem incluídos os territórios e departamentos ultramarinos a república francesa teria uma área de 674 843 km².                                                                           |
| 49    | Iêmen                     | 527 968    | Inclui Perim, Socotorá, e os antigos estados do Iémen do Norte e Iémen do Sul. |
| 50    | Tailândia                 | 513 120    | |
| 51    | Espanha                   | 504 782    | Inclui a Espanha Continental, as Ilhas Baleares, Ilhas Canárias, as cidades autónomas de Ceuta e Melilla, e três possessões junto à costa marroquina — Ilhas Chafarinas, Ilhote de Alhucemas e Ilhote de Vélez de la Gomera. |

## De100 000km² a500 000km²
| Ordem | País               | Área (km²) | Observações |
| ----- | ------------------ | ---------- | --- |
| 52    | Turquemenistão     | 488 100    | |
| 53    | Camarões           | 475 442    | |
| 54    | Papua-Nova Guiné   | 462 840    | |
| 55    | Suécia             | 450 295    | Inclui Gotlândia e Olândia. |
| 56    | Uzbequistão        | 447 400    | |
| 57    | Marrocos           | 446 550    | Não inclui o Saara Ocidental. |
| 58    | Iraque             | 438 317    | |
| 59    | Paraguai           | 406 752    | |
| 60    | Zimbabwe           | 390 757    | |
| 61    | Noruega            | 385 155    | Inclui Svalbard e Jan Mayen; exclui a Terra da Rainha Maud e as ilhas Bouvet e Ilha Pedro I (se incluísse a Noruega seria o 8º estado em área). |
| 62    | Japão              | 377 975    | Inclui as Ilhas Riukyu, Ilhas Daito, Ilhas Ogasawara, MinamiTorishima e Okinotorishima; exclui as Ilhas Curilas. |
| 63    | Alemanha           | 356 733    | |
| 64    | República do Congo | 342 000    | |
| 65    | Finlândia          | 338 145    | Inclui Åland. |
| 66    | Vietname           | 331 212    | |
| 67    | Malásia            | 330 803    | |
| 68    | Costa do Marfim    | 322 463    | |
| 69    | Polónia            | 312 685    | |
| 70    | Omã                | 309 500    | |
| 71    | Itália             | 301 338    | |
| 72    | Filipinas          | 300 000    | |
| 73    | Equador            | 283 561    | Inclui as Galápagos. |
| 74    | Burquina Fasso     | 274 200    | |
| 75    | Nova Zelândia      | 270 534    | Inclui as Ilhas Antípodas, Ilhas Auckland, Ilhas Bounty, Ilha Campbell, Ilhas Chatham e Ilhas Kermadec. |
| 76    | Gabão              | 267 667    | |
| 77    | Guiné              | 245 857    | |
| 78    | Reino Unido        | 242 514    | Inclui a Irlanda do Norte e Rockall; exclui as três dependências da Coroa (Jersey, Guernsey e Ilha de Man, 768 km²), os 13 Territórios britânicos ultramarinos (17 027 km²) e o Território Britânico da Antártica, sob disputa (1 395 000 km²). Essa área, corresponde aos 4 países que formam o Reino Unido; Inglaterra, 130 395 km²; Escócia, 78 772 km² ; País de Gales, 20 779 km² e Irlanda do Norte, 13 843 km². |
| 79    | Uganda             | 241 038    | |
| 80    | Gana               | 238 533    | |
| 81    | Roménia            | 238 391    | |
| 82    | Laos               | 236 800    | |
| 83    | Guiana             | 214 969    | |
| 84    | Bielorrússia       | 207 600    | |
| 85    | Quirguistão        | 199 951    | |
| 86    | Senegal            | 196 722    | |
| 87    | Síria              | 185 180    | Inclui as Colinas de Golã. |
| 88    | Camboja            | 181 035    | |
| 89    | Uruguai            | 176 215    | |
| 90    | Suriname           | 163 820    | Menor país da América do Sul. |
| 91    | Tunísia            | 163 610    | |
| 92    | Nepal              | 147 181    | |
| 93    | Bangladesh         | 143 998    | |
| 94    | Tajiquistão        | 143 100    | |
| 95    | Grécia             | 131 990    | |
| 96    | Nicarágua          | 131 812    | Exclui as ilhas de San Andrés e Providencia (disputadas com a Colômbia). |
| 97    | Coreia do Norte    | 120 538    | |
| 98    | Malawi             | 118 484    | |
| 99    | Eritreia           | 117 600    | Inclui a região de Badme. |
| 100   | Benim              | 112 622    | |
| 101   | Honduras           | 112 088    | |
| 102   | Libéria            | 111 369    | |
| 103   | Bulgária           | 110 912    | |
| 104   | Cuba               | 110 861    | |
| 105   | Guatemala          | 108 889    | |
| 106   | Islândia           | 103 000    | |
| 107   | Coreia do Sul      | 100 120    | |

## De50 000km² a100 000km²
| Ordem | País                   | Área (km²) | Observações |
| ----- | ---------------------- | ---------- | --- |
| 108   | Hungria                | 93 033     | |
| 109   | Portugal               | 92 512     | Inclui as regiões autónomas de Açores e Madeira. |
| 110   | Jordânia               | 89 342     | |
| 111   | Sérvia                 | 88 361     | Inclui o território da Declarada República do Kosovo, não reconhecida pela Sérvia, que a considera parte inalienável de seu território Se não incluísse a área da Sérvia seria 77 474 km². |
| 112   | Azerbaijão             | 86 600     | Inclui o exclave de Naquichevão e a região de Alto Carabaque (4 400 km²). Se não incluísse a região de Nagorno-Karabakh, a área do Azerbaijão seria de 82 200 km².                         |
| 113   | Áustria                | 83 853     | |
| 114   | Emirados Árabes Unidos | 83 600     | |
| 115   | Chéquia                | 78 867     | |
| 116   | Panamá                 | 75 517     | |
| 117   | Serra Leoa             | 71 740     | |
| 118   | Irlanda                | 70 273     | Exclui a Irlanda do Norte. |
| 119   | Geórgia                | 69 700     | Incluindo as regiões autônomas de Ossétia do Sul (3.900 km²) e Abecásia (8.432 km²). |
| 120   | Sri Lanka              | 65 610     | |
| 121   | Lituânia               | 65 300     | |
| 122   | Letónia                | 64 559     | |
| 123   | Togo                   | 56 785     | |
| 124   | Croácia                | 56 538     | |
| 125   | Bósnia e Herzegovina   | 51 129     | |
| 126   | Costa Rica             | 51 100     | Inclui a Ilha do Coco. |

## De10 000km² a50 000km²
| Ordem | País                 | Área (km²) | Observações |
| ----- | -------------------- | ---------- | --- |
| 127   | Eslováquia           | 49 035     | |
| 128   | República Dominicana | 48 734     | |
| 129   | Estónia              | 45 100     | Inclui a área de 1 520 ilhas do Mar Báltico.                                                                                                 |
| 130   | Dinamarca            | 43 077     | Inclui a Dinamarca propriamente dita; o Reino da Dinamarca, contando com a Gronelândia e as Ilhas Faroé tem uma área total de 2 220 093 km². |
| 131   | Países Baixos        | 41 528     | Inclui apenas os Países Baixos propriamente ditos. O Reino dos Países Baixos cobre uma área de 42 437 km².                                   |
| 132   | Suíça                | 41 285     | |
| 133   | Butão                | 38 394     | |
| 134   | Guiné-Bissau         | 36 125     | |
| 135   | Moldávia             | 33 851     | |
| 136   | Bélgica              | 30 519     | |
| 137   | Lesoto               | 30 355     | |
| 138   | Armênia              | 29 800     | Não inclui Nagorno-Karabakh. Se incluísse, a área da Armênia seria de 34 200 km².                                                            |
| 139   | Ilhas Salomão        | 28 896     | |
| 140   | Albânia              | 28 748     | |
| 141   | Guiné Equatorial     | 28 051     | |
| 142   | Burundi              | 27 834     | |
| 143   | Haiti                | 27 750     | |
| 144   | Ruanda               | 26 338     | |
| 145   | Macedônia do Norte   | 25 713     | |
| 146   | Djibuti              | 23 200     | |
| 147   | Belize               | 22 965     | |
| 148   | El Salvador          | 21 041     | |
| 149   | Israel               | 20 770     | |
| 150   | Eslovênia            | 20 251     | |
| 151   | Fiji                 | 18 274     | |
| 152   | Kuwait               | 17 818     | |
| 153   | Essuatíni            | 17 364     | |
| 154   | Timor-Leste          | 14 874     | |
| 155   | Bahamas              | 13 878     | |
| 156   | Montenegro           | 13 812     | |
| 157   | Vanuatu              | 12 189     | |
| 158   | Gâmbia               | 11 295     | |
| 159   | Catar                | 11 000     | |
| 160   | Jamaica              | 10 991     | |
| 161   | Líbano               | 10 452     | |

## Menos de10 000km²
| Ordem | País                            | Área (km²) | Observações                                                                                                  |
| ----- | ------------------------------- | ---------- | --- |
| 162   | Chipre                          | 9 251      | Inclui a designada República Turca de Chipre do Norte e as Bases Britânicas Soberanas (Acrotíri e Deceleia). |
| 163   | Palestina                       | 6 020      | Cisjordânia 5 660 km² e Faixa de Gaza 360 km².                                                               |
| 164   | Brunei                          | 5 765      | |
| 165   | Trinidad e Tobago               | 5 130      | |
| 166   | Cabo Verde                      | 4 033      | |
| 167   | Samoa                           | 2 831      | |
| 168   | Luxemburgo                      | 2 586      | |
| 169   | Comores                         | 2 235      | Inclui Mayotte. Se não incluísse, a área das Comores seria 1 862 km²                                         |
| 170   | Ilhas Maurícias                 | 2 040      | Inclui as ilhas Agalega, Cargados Carajos e Rodrigues.                                                       |
| 171   | São Tomé e Príncipe             | 1001       | República Démocratica de São Tomé e Príncipe.                                                                |
| 172   | Dominica                        | 751        | |
| 173   | Tonga                           | 747        | |
| 174   | Kiribati                        | 726        | Inclui as Ilhas Gilbert, as Espórades Equatoriais e as Ilhas Phoenix.                                        |
| 175   | Estados Federados da Micronésia | 702        | Inclui as ilhas Pohnpei (Ponape), Chuuk (Truk), Yap e Kosrae (Kosaie).                                       |
| 176   | Bahrein                         | 678        | Menor país do Oriente Médio e do mundo árabe.                                                                |
| 177   | Singapura                       | 618        | Segundo a Statistics Singapore a área oficial é de 699 km².                                                  |
| 178   | Santa Lúcia                     | 539        | |
| 179   | Palau                           | 459        | |
| 180   | Seicheles                       | 455        | |
| 181   | Andorra                         | 453        | |
| 182   | Antígua e Barbuda               | 440        | Inclui a ilha Redonda.                                                                                       |
| 183   | Barbados                        | 430        | |
| 184   | São Vicente e Granadinas        | 388        | |
| 185   | Granada                         | 344        | |
| 186   | Malta                           | 316        | |
| 187   | Maldivas                        | 298        | |
| 188   | São Cristóvão e Neves           | 261        | |
| -     | Niue                            | 260        | Estado livremente associado à Nova Zelândia.                                                                 |
| 189   | Ilhas Marshall                  | 181        | Inclui o Atol de Bikini, Enewetak, Kwajalein, Majuro, Rongelap e Utirik.                                     |
| 190   | Liechtenstein                   | 160        | |
| 191   | San Marino                      | 61         | |
| 192   | Tuvalu                          | 26         | |
| 193   | Nauru                           | 21         | |
| 194   | Mónaco                          | 1,95       | |